# Matthew Simpson
Matthew Simpson var en brittisk målare och tecknare verksam i Sverige på 1600-talets.
Simpson har blivit känd som lärare i teckning för Karl I:s barn innan han flyttade till Sverige. Inget av hans produktion återfinns dock i Sverige och vill man se något av hans arbeten får man söka i engelska samlingar. 